# Дрёмин, Алексей Николаевич
Алексе́й Никола́евич Дрёмин (10 мая 1989, Челябинск, СССР) — российский легкоатлет, участник Олимпийских игр. Мастер спорта международного класса.

## Карьера
На Олимпийских играх 2012 года Алексей участвовал в забеге на 110 метров с барьерами, но не смог пройти дальше предварительного этапа. Чемпион и неоднократный призёр чемпионатов России на открытом воздухе и в помещении.